# ۱۱۷۲ (میلادی)
۱۱۷۲ (میلادی) هزار و صد و هفتاد و دومین سال تقویم میلادی است.

## درگذشتگان
‎